# 御影石材
御影 石材（みかげ せきざい）は、日本の漫画家、同人作家。
大阪府在住。血液型はA型。

## 概要
同人サークル『カタミチキップ』を主宰している。『月刊コミックアライブ』にて「ガスマスクガール」を連載していた。

## 作品リスト
- ガスマスクガール（月刊コミックアライブ連載、全2巻）
- 白雪姫と黒タイツ 全5巻
- 陰キャ魔王のおとしごろ 全6巻